# 宋玉
宋玉（公元前298年—公元前222年），字子渊，战国后期楚国辞赋作家，鄢城（今湖北襄阳宜城）人。其艺术成就很高，所谓“下里巴人”、“阳春白雪”、“曲高和寡”便说的是他，典故皆他而来。也为屈原之后最杰出的楚辞作家，后世常将两人合称为“屈宋”。与潘岳、卫玠、高肅有中国古代四大美男之称。

## 生平事績
关于宋玉的生平事績，据《史记·屈原贾生列传》载：“屈原既死之后，楚有宋玉、唐勒、景差之徒者，皆好辞而以赋见称。然皆祖屈原之从容辞令，终莫敢直谏。”《汉书·地理志》：“始楚贤臣屈原被谗放流，作《离骚》诸赋以自伤悼，后有宋玉、唐勒之属慕而述之，皆以显名。”這些零散记述僅知其活动时间在屈原之后，擔任过一些官职，但是对现实的批评不如屈原。
宋玉的作品據《汉书·艺文志》记载有十六篇。王逸《楚辞章句》记载《九辩》、《招魂》两篇。《文选》记载有《风赋》、《高唐赋》、《神女赋》、《登徒子好色赋》、《对楚王问》五篇。一般认为这七篇的文学价值最高。尽管后来还有题名宋玉赋的作品出现，但是基本屬於伪作且文学价值不高。在这七篇中，唯一可以确定《九辩》为宋玉作品，《招魂》颇多争议，一般認為是屈原的作品，其他五篇文学价值很高，但是真正的作者仍有争论。
宋玉为后人所尊崇，在中国文学史上，屈宋并称。杜甫於《詠懷古跡五首之二》诗中道：「摇落深知宋玉悲，风流儒雅亦吾师。」而鲁迅也於其著作《汉文学史纲要》中肯定《九辩》之文學價值：「虽驰神逞想不如《离骚》，而凄怨之情，实为独绝。」

## 字號爭議
一些史料記載宋玉字子淵，號鹿溪子。但是由於這些説法來源不明，史學家多以其為後人附會。

## 主要作品
- 《九辩》
- 《登徒子好色赋》
- 《高唐赋》
- 《神女赋》

## 延伸閱讀
- 谷口洋：〈试论西汉士人的宋玉情结（页面存档备份，存于）〉。